# Bordeaux
Bordeaux (na okcitanskom gaskonjskom: Bordèu [burˈðɛw] - izgovor na hrvatskom Bordo) grad je na jugozapadu Francuske, te prijestolnica regije Nova-Akvitanija i departmana Gironde.
Bordeaux se često zbog svog povijesnog središta naziva „biserom Akvitanije” ili „uspavanom ljepoticom”, što se odnosi na nedovoljnu valorizaciju kulturnih spomenika grada u prošlosti. Od 2007., gradska se luka nalazi na popisu Svjetske baštine zbog svoje izrazite urbane vrijednosti. Šire gradsko područje smatra se jednim od najatraktivnijih u Francuskoj za život, što dokazuje porast od 200 000 stanovnika u 9 godina (od 1999. do 2008.).
Bordeaux je u svijetu najpoznatiji po svojim vinogradima, pogotovo od 18. stoljeća, koje se smatra zlatnim dobom grada. Gradom prolazi rijeka Garonne.

## Povijest

### Antičko doba
Bordeaux su u 3. stoljeću pr. Kr. osnovali pripadnici keltskog naroda, koji se nazivao Burdigala. To je bilo jedno galsko pleme u okolici Bourgesa. Prvo je naselje osnovano na ušću Devèze, pritoke Garonne, blizu Gironde.
Grad se nalazio na trgovačkome putu između galskih luka na Loiri i Rimske Republike. Nakon rimske okupacije, Burdigala se razvila u najimućniji grad u Galiji. Burdigala u 3. stoljeću preuzima od grada Mediolanum Santonum (Saintes) naslov upravnoga sjedišta provincije Akvitanije. Grad se jako razvio za vrijeme severske dinastije (193. – 235.).
Godine 276. Vandali napadaju grad i on se zatvara u svoje zidine. Grad nastavlja svoj razvoj još jedno cijelo stoljeće (po opisima nekih kršćanskih pjesnika).
Razdoblje napretka Burdigale prekidaju razne invazije: Vandali 409. godine, Vizigoti 414. godine i Franci 498. godine. U 10. stoljeću grad napadaju i Normani, čime grad tone u dugo mračno razdoblje. Jedini ostatak antičkog doba, Galski amfiteatar.

### Srednji vijek
Tek se u 12. stoljeću Bordeauxu vraća sjaj. Nakon braka Eleonore Akvitanske, bivše žene Luja VII., s Henrikom II., 1154. godine, grad prelazi u engleski posjed. U njihovu posjedu ostaje iduća tri stoljeća, zajedno s cijelom Akvitanijom, koja pod Englezima postaje Guyenne. Bordeaux povisuje postojeće i dobiva nove zidine. Tijekom 13. stoljeća, grad opet postaje imućan zahvaljujući trgovini vinom s Engleskom. U to je vrijeme izgrađena katedrala Svetog Andrije. Njezin nadbiskup, Bertrand de Got postao je papa Klement V., 1305. godine. Od 1362. do 1372. godine, za vrijeme vladavine Crnog Princa, Bordeaux je postao glavni grad suverene države, ali je kasnije Crni Princ odustao od svoje namjere suverenosti Guyenne.
Godine 1453., nakon Kastiljonske bitke, grad ponovno pada u francuske ruke i Stogodišnji rat završava, ali se građanima ne sviđa ovaj razvoj događaja. U pokušaju preuzimanja nadzora nad gradom, stanovnici postaju neprijateljski raspoloženi te kralj Karlo VII. gradi u Bordeauxu dvorac Trompette i tvrđavu Hâ. Prestaje trgovina vinom s Engleskom i grad zapada u teško stanje. Godine 1462., kralj Luj XI., vraća gradu slobodu, davši mu parlament.

### Novo doba
Godine 1585., Montaigne postaje gradonačelnik Bordeauxa. Grad se smiruje i nalazi novi izvor prihoda u trgovini pastelama Garonnom.
Tijekom sukoba između francuskog plemstva i kralja, građani Bordeauxa osnivaju Conjuration de l'Ormée, stranku protivnika monarhije.
Tek 1653. godine, kada mladi Luj XIV. oružjem pokorava grad, Bordeaux pristaje biti dio francuskoga kraljevstva.
Bordeaux doživljava novi procvat od sredine 17. stoljeća pa do Revolucije. Ovaj se napredak ponovno ostvaruje zahvaljujući luci. Grad je trgovao vinom, ali i šećerom i robovima. Kao i Nantes, grad postaje bogat zahvaljujući trgovini robovima, koje su slali u Ameriku. U grad su se tad doselili mnogi nadbiskupi, intendanti i guverneri. Arhitekt Nicolas Portier na mjestu je starih gradskih vrata izgradio veličanstvene slavoluke: Vrata Akvitanije (Porte d'Aquitaine, Trg pobjede), Vrata Dijaux (Porte Dijaux, Trg Gambetta / Ulica Porte Dijaux), Valutna vrata (Porte de la Monnaie, Quai de la Monnaie) i Burgundijska vrata (Porte de Bourgogne, Trg Bir-Hakeim). Grad je dobio i operu, koju je izgradio Victor Louis.
Arhitekt Luja XV., Ange-Jacques Gabriel, na Tournyjev je zahtjev stvorio Javni vrt (Jardin Public), veliko gradsko zeleno šetalište. Ovaj je arhitekt također izgradio i veličanstveni Trg Burze (Place de la Bourse).  Grad postaje važno europsko središte prosvjetiteljstva, čiji je prethodnik bio Montesquieu.
Bordeaux je puno propatio za vrijeme Revolucije, Konzulata i Prvog carstva. Za vrijeme ta tri razdoblja, prekinuta je gradska prekoatlantska trgovina. Grad se tada mislio pobuniti, pozivajući žirondince, ali je Jean-Lambert Tallien tad uspostavio vladavinu Terora.

### Moderno doba
Padom Prvog carstva, grad je prvi primio bourbonske prinčeve. Tijekom Revolucije uvedeno je obvezno školovanje te je grad u 19. stoljeću imao tri priznate škole, zajedničkim nazivom Écoles de Santé Navale (Škole pomorskog zdravlja).
Godine 1840., grad opet postaje velika kolonijalna luka i ponovno započinje trgovina s Afrikom. Krajem stoljeća, grad se počinje industrijalizirati te se otvaraju kemijske, metalurgijske i prehrambene tvornice te uljarije. U to vrijeme trtna uš napada vinograde.
Dana 7. svibnja 1841. godine otvorena je prva željeznička pruga između Bordeauxa i La Teste. Prvi je kolodvor u gradu bio Bordeaux-Ségur na lijevoj obali rijeke. Godine 1852., otvorena je pruga između Bordeauxa i Angoulêmea, čime je omogućena željeznička veza s Parizom. Vlakovi koji su išli za glavni grad su polazili s kolodvora Bordeaux-Orléans na desnoj obali rijeke.
Godine 1870., Léon Gambetta osniva vladu u Toursu, koja je kasnije premještena u Bordeaux. Antoine Alfred Eugène Chanzy se pridružuje vladi u Bordeauxu, gdje zagovara nastavak otpora.
U godinama nakon Francusko-pruskog rata, tri škole pomorskog zdravlja doživljavaju intelektualni pad. Tek 1890. godine škole oživljavaju, osnivanjem École du Service de Santé pour la Marine. U gradu je 5. studenoga 1890. godine osnovana École Principale du Service de Santé de la Marine et des Colonies u starom azilu za strance. Škola je imala namjenu obrazovanja budućih liječnika i farmaceuta.
Tijekom Prvog svjetskog rata, Parizu je prijetio prodor njemačke vojske te se vlada privremeno preselila u Bordeaux. U to vrijeme, grad duguje svoj razvoj tvornicama oružja. Godine 1917. godine, ulakom SAD-a u rat, grad postaje dolazna točka njihovim vojnicima. U to vrijeme u gradu djeluje Action Française i druge važne političke skupine.
Drugi svjetski rat gradu donosi nove nevolje. Bordeaux 1940. godine, po treći put u svojoj povijesti postaje sjedište vlade. U lipnju 1940. godine, u trenutku kada francuska vlada potpisuje kapitulaciju, portugalski konzul, Aristides de Sousa Mendes, daje 30 000 viza izbjeglicama pred njemačkom vojskom. Grad tada okupiraju nacisti, uz pomoć domaćih deklariranih kolaboratora, kao što su bili gradonačelnik Adrien Marquet ili prefekt Maurice Papon. Bordoška luka od tada ima veliku ulogu u gospodarstvu Trećeg Reicha, a izgrađena je i podmornička luka. Gradom su tada vladali kvislinzi Adrien Marquet i Marcel Déat iz neosocijalističke partije, koja je propagirala fašističke ideje. Nakon što su napustili Périgueux i Agen, 19. kolovoza 1944. i Pau, 20. kolovoza, Nijemci odlaze iz Bordeauxa, 28. kolovoza 1944.
Godine 1947., Jacques Chaban-Delmas, general iz Pokreta otpora, postaje gradonačelnik i počinje industrijalizacija grada. On ostaje na mjestu gradonačelnika do 1995. godine, kad ga zamjenjuje Alain Juppé. Za vrijeme njegovog mandata, počinje obnova grada, uređenje četvrti, kao i izgradnja tramvajske infrastrukture. Godine 2004., na njegovo mjesto dolazi Hugues Martin, ali dvije godine kasnije Juppé ponovno postaje gradonačelnik.

## Zemljopis
Bordeaux se nalazi blizu obale Atlantika, na jugozapadu Francuske.

### Osnovni podaci
Gradom prolazi rijeka Garonne koja je dostupna morskim putom. Ovdje se nalazi zadnji most preko rijeke, Most Akvitanije. Gradska se aglomerizacija ubrzano razvija. U središtu grada, u četvrti Meriadeck razmišlja se o odvajanju pješačkog od automobilskog prometa. U gradu se može naći klasična, pravilna arhitektura, pogotovo u dvorcima od plavog kamena. Gradom vlada romanska, živa atmosfera.

### Geologija
Lijeva obala Garonne, gdje se nalazi veći dio grada, sastoji se od velikih nizina, koje su često močvarne (kao Bordeaux-Lac). Iako postoji nekoliko brjegova, prosječna visina desne obale prilično je niska. Ove su nizine većinom načinjene od naslaga rijeke, ispod kojih je šljunak. Tlo je vrlo tanko i propusno na vodu, tako da je jako pogodno za uzgoj vinove loze. Grad se nalazi između Médoca (nizvodno) i Gravesa (uzvodno), koji su geološki vrlo slični.
Desna je strana rijeke različita, zato što se na tom zemljištu nalazi vapnenački plato. Nadmorska visina tamo prelazi i 90 metara. Na tom području, oko 20 kilometara nalazi se svjetski poznati vinogradi, gdje se uzgajaju najskuplja svjetska vina.

### Klima
Gradom vlada oceanska klima, čija je obilježje slaba razlika između ljetnih i zimskih temperatura. Zime su blage, a ljeta topla. Padaline su česte tijekom cijele godine, s 820 mm kiše godišnje. Grad ima oko 150 kišnih dana. Ljeti su česte oluje. U srpnju 1883. godine u 30 minuta pao je najveći broj padalina svih vremena zabilježen u Francuskoj.
Prosječna je temperatura u siječnju 3,5 °C, a u kolovozu 20 °C. Prosječna je godišnja temperatura 14,5 °C. Tijekom ljeta u prosjeku 18 dana temperatura prelazi 30 °C. Ponekad temperatura znaju biti i jako visoke, npr. 2003. godine, izmjeren je 41 °C. Te iste godine, 12 dana je temperatura bila viša od 35 °C. Bordeaux ima oko 2000 sunčanih dana godišnje. Najhladnije zime bile su 1985. i 1987., a najsuše godine 1988. i 1992. Velike suše vladale su od 2002. do 2005. godine, a izuzetno suhe bile su 2003. i 2005.
| Mjesec | Sij | Velj | Ožu | Tra | Svi | Lip | Srp | Kol | Ruj | Lis | Stu | Pro |
| --- | --- | ---- | --- | --- | --- | --- | --- | --- | --- | --- | --- | --- |
| Prosječna maksimalna temperatura (°C)                                                                               | 9   | 11   | 14  | 16  | 19  | 23  | 26  | 26  | 23  | 18  | 13  | 10  |
| Prosječna minimalna temperatura (°C)                                                                                | 2   | 3    | 4   | 6   | 10  | 13  | 15  | 15  | 12  | 9   | 5   | 3   |
| Prosječna temperatura (°C)                                                                                          | 6   | 7    | 9   | 11  | 15  | 18  | 21  | 21  | 18  | 14  | 9   | 7   |
| Prosječne padaline (mm)                                                                                             | 76  | 64   | 66  | 66  | 71  | 66  | 53  | 58  | 71  | 86  | 89  | 86  |
| Izvori: The Weather Channel Météo France Arhivirana inačica izvorne stranice od 14. svibnja 2008. (Wayback Machine) |     |      |     |     |     |     |     |     |     |     |     |     |

### Urbanizam
Bordeaux je podijeljen na 8 okruga. Okruzi od 1 do 6 se nalaze na lijevoj strani rijeke. Sedmi odgovara četvrti Bastide na desnoj strani rijeke. Osmi okrug odgovara četvrti Caudéran. Ova upravna podjela nije povijesna pa se stanovnici radije identificiraju s četvrtima u kojima žive.
Grad se dijeli na tri dijela:
- stari grad Bordeauxa
- stare četvrti
- vanjske četvrti (kao Bordeaux-Lac ili Caudéran)

Tipovi zgrada i aktivnosti vrlo su različiti u ta tri dijela grada.

## Stanovništvo
Prema popisu stanovništva iz 2009. na području gradske općine živi 236 725 stanovnika, što smješta ovaj grad na deveto mjesto u Francuskoj prema broju stanovnika. U gradskoj aglomeraciji 2009. je živjelo 836 162 stanovnika, dok utjecajna zona grada, koja je šesta po broju stanovnika u Francuskoj, ima 1 114 857 stanovnika. Nakon razdoblja naglog opadanja stanovništva (oko 267 000 stanovnika 1968., a samo 208 159 stanovnika 1982.) i velikih radova obnove starih četvrti, stanovništvo grada opet je počelo rasti. Bordoška općina, koja je u 20 godina od 1990. do 2009. dobila 26 000 novih stanovnika, i dalje ima veliku stopu rasta. Trenutačno je u fazi studija o spajanju općina, kao što su slučajevi Lille-Lomme ili Cherbourg-Octeville, kako bi broj stanovnika porastao iznad 300 000 te grad tako postao velika europska metropola.
Prema procjenama INSEE-a za 2004. i 2005. godine, Bordeaux ima oko 126 046 domaćinstava i 139 707 stambenih boravišta. Od 229 900 Bordožana, 46% su muškog, a 54% ženskog spola. Bračni je status građana starijih od 15 godina sljedeći: 54% neoženjenih, 32% u braku, 8% razvedenih i 6% udovaca ili udovica. Prosječan je broj ljudi po kućanstvu 1,8.
| 1350.                                       | 1375.   | 1420.   | 1660.   | 1750.   | 1790.   | 1800.   | 1850.   | 1901.   | 1936.   | 1946.   |
| ------------------------------------------- | ------- | ------- | ------- | ------- | ------- | ------- | ------- | ------- | ------- | ------- |
| 30 000                                      | 10 000  | 20 000  | 40 000  | 60 000  | 111 000 | 91 652  | 130 297 | 256 638 | 258 348 | 253 751 |
| 1954.                                       | 1962.   | 1968.   | 1975.   | 1982.   | 1990.   | 1999.   | 2002.   | 2006.   | 2009.   | 2014.   |
| 257 946                                     | 249 688 | 266 662 | 223 131 | 208 159 | 210 336 | 215 363 | 218 948 | 232 260 | 236 725 | 246 586 |
| Procjene prije 1801. ; popisi poslije 1801. |         |         |         |         |         |         |         |         |         |         |

## Gospodarstvo

### Vinokultura
Bordeaux je svjetska prijestolnica vina. U blizini Bordeauxa nalaze se brojni vinogradi u kojima se proizvodi veliki broj prestižnih vina. Sva su ova vina u svijetu poznata kao bordoška vina ili jednostavno "bordeaux". Oko grada nalazi se 14 000 proizvođača vina, 117 514 hektara vinograda, 400 prodavača, s ukupnim prihodom od 14,5 milijardi eura. Godišnje se proizvede oko 700 milijuna boca vina.
Zemlja oko Bordeauxa ima dva različita porijekla. Na lijevoj strani Garonne i uzduž estuarija vinogradi su na više od 150 km. Ovu je zemlju nanijela rijeka s Pirineja i najpogodnija je za Cabernet sauvignon. S druge strane rijeke, zemlja je malo drugačija i najpogodnija je za Merlot.
U području se prave i crna i bijela vina, s tim da se crna obično nazivaju bordeaux. Najčešća crna vina koja se proizvode su: Cabernet-sauvignon, Merlot, Cabernet franc, Petit Verdot, Malbec i u zadnje vrijeme sve manje i manje Carménère. Najčešća bijela vina su: Sauvignon blanc, Sémillon i Muscadelle.
Bordoški vinogradi podjeljeni su na pet regija: Entre-Deux-Mers, Libournais, Bourgeais-Blayais, Graves i Médoc. Najslavnija su područja Saint-Émilion, Pauillac, Saint-Estèphe, Sauternes i Pomerol. Klasifikacija bordoških vina je počela 1855.
Trenutačno se bordoško vinogradarstvo nalazi u krizi, zbog međunarodnog pada cijene i jeftinih proizvođača iz inozemstva.

### Industrija
Bordeaux je također i veliko industrijsko središte. Iako bordoška industrija nije imala prevelikog uspjeha zadnjih desetljeća (na desnoj obali rijeke), grad se nedavno orijentirao na nove tehnologije, posebno na aeronautiku. Aeronautički sektor zapašljava u gradu oko 20 000 osoba. Poduzeća koja se bave ovom industrijom su: Dassault, Safran (stara Snecma) i Thales. Na bordoškoj periferiji izrađuju se zrakoplovi Falcon, kabine za Airbus A380 i potisnici za rakete Ariane. Na periferiji se također gradi i laser Mégajoule, koji je ključan za francuski nukulearni program i u kojeg je Ministarstvo obrane uložilo dvije milijarde eura.
U gradu je još prisutna petrokemijska i farmaceutska industrija.

### Usluge
Tercijalni sektor najdominantniji je u gradu, najviše zahvaljujući trgovačkoj privlačnosti grada i velikog broja poduzeća. Turizam postaje sve važniji i važniji za grad koji sadrži veliku povijesnu baštinu. U okolnom području grada, razvija se seoski turizam.

### Autonomna bordoška luka
Gradska luka važan je centar poslovne aktivnosti grada. Luka godišnje prima oko 1600 plovila i kroz nju godišnje prođe oko 9 milijuna tona dobara. Kroz luku prolaze dijelovi za zrakoplove, na putu do Toulousea.

### Zaposlenost
Podjela radno aktivnog stanovništva po sektorima (1999., INSEE):
- Primarni sektor: 0,3 %
- Sekundarni sektor: 10,7 %
- Tercijalni sektor: 89 %
- Stopa nezaposlenosti: 8,8 % (2004.)[6]

U gradu je oko 20 000 nezaposlenog, radno sposobnog stanovništva.

### Poduzeća
Nekoliko poduzeća koja imaju svoje središte u Bordeauxu: 
| - Dassault Aviation - EADS composites - EADS Sogerma - EADS Space Transportation - Snecma (stari SEP) - SNPE | - Thales - LU - Marie Brizard - Ricard - William Pitters - Ford | - Solectron - Lectra - Smurfit - Sanofi - McKesson - Arena (swimwear) | - Oxbow (sportswear) - In-Fusio - Cdiscount - Cacolac - Michelin - Cofinoga | - Fayat |

## Uprava

### Gradonačelnici Bordeauxa
Posljednji gradonačelnici:
- Jacques Chaban-Delmas (RPR) (1947. – 1995.)
- Alain Juppé (UMP) (1995. – 2004.)
- Hugues Martin (UMP) (2004. – 2006.)
- Alain Juppé (2006. – 2014.)

Najvažniji projekti koji čekaju svoju realizaciju razvoj i poboljšanje jesu tramvajske mreže i povezivanje grada s drugim većim gradovima brzim vlakovima.

### Ustroj upravnih četvrti
Godine 1995., uprava grada odlučila je grad podijeliti na 12 upravnih četvrti da bi mogla uspostaviti vijeća četvrti. Ova vijeća pružaju bolju povezanost između njihovih stanovnika i vijećnika, te s time i ubrzano rješavanje lokalnih problema. Ovih 12 četvrti sadrži više povijesnih gradskih četvrti.
Ovih 12 četvrti su :
| - Quartier du Lac - Quartier de Bacalan - Quartier Grand-Parc – Chartrons – Paul Doumer - Quartier de la Bastide - Quartier Hôtel de Ville – Quinconces – St-Pierre – St-Éloi - Quartier St-Seurin – Fondaudège | - Quartier de Caudéran - Quartier St-Augustin – Quintin – Loucheur – Tondu - Quartier St-Bruno – St-Victor – Mériadeck - Quartier Capucins – Victoire – St-Michel – Ste-Croix - Quartier Nansouty – St-Genès – Simiot – Barrière de Toulouse - Quartier St-Jean – Belcier – Carle Vernet – Albert I. – Sacré Cœur |

### Kantoni
Godine 1965., gradu je pripojena općina Caudéran, koja sada čini osmi gradski kanton.
Bordeaux je podijeljen na 8 kantona :
| - 1. kanton ima 24 453 stanovnika; - 2. kanton ima 23 855 stanovnika; - 3. kanton ima 31 634 stanovnika; - 4. kanton ima 30 994 stanovnika; | - 5. kanton ima 25 184 stanovnika; - 6. kanton ima 27 302 stanovnika; - 7. kanton ima 12 993 stanovnika; - 8. kanton ima 38 948 stanovnika. |

Ukupni broj stanovnika je 1999. godine, bio 215 363, po INSEE-u.

### Povijesne četvrti Bordeauxa
| - Caudéran - Victoire - Nansouty - Saint-Michel - Capucins - Hotel de Ville | - Quinconces - Fondaudège - Chartrons - Saint-Jean - Sainte-Croix - Belcier | - Bastide - Mériadeck - Bordeaux Lac - Bacalan - Saint Genès | - Le Grand Parc - Saint-Pierre - Saint-Michel - Saint-Augustin - Le Tondu |

Bordeaux-Lac : Ovdje se nalazi (oko 169 hektara vode), te izložbeni prostor, kongresna palača, cvjetni park i biciklodrom. Ovdje se događaju brojne manifestacije, kao što su međunarodni sajam, Vinexpo, bordoška biciklijada itd. Ove povijesne četvrti danas se nalaze unutar novih četvrti, koje su stvorene 1995.
- Quartier Hôtel de Ville, Bordeaux
- Quartier Meriadeck, Bordeaux
- Quartier Meriadeck, Bordeaux
- Quartier Meriadeck, Bordeaux

## Prijevozna povezanost

### Ceste i autoceste
Bordeaux je važan cestovni prometni čvor na obali Atlantika. Povezuje Pariz i sjevernu Europu s Atlantikom i Španjolskom. Grad je povezan s Parizom, autocestom A10, s Périgueuxom i Clermont-Ferrandom autocestom A89, s Toulouseom autocestom A62 i sa Španjolskom autocestom A63. Bordeaux je opremljen obilaznicom (N230 i A630), na kojoj je često gužva za vrijeme velikih odmora. Trenutačno je u fazi proučavanja projekt još veće obilaznice.
 02 → Bordeaux-Bastide
 04 → Bordeaux-Centre, Bordeaux-Nord, Bordeaux-Lac, Izložbeni park
 04a → Izložbeni park
 04b →  Hotelski centar na jezeru
 05 → Bordeaux-Fret
 09 → Bordeaux-Caudéran
 21 → Bordeaux-Centre, Kolodvor St Jean, M.I.N. (Marché d'Intérêt National)
 24 → Bordeaux-Centre, Haut-Floirac, Bergerac, Tresses

### Željeznički prijevoz
Željeznica se u Bordeauxu pojavila 1841. godine, kada je otvorena pruga između Bordeauxa i La Teste (u vlasništvu Compagnie de chemin de fer de Bordeaux à La Teste). Tada je otvoren i prvi kolodvor u gradu Bordeaux-Ségur. Ovaj je kolodvor kasnije zamijenila vojarna, a nalazio se u današnjoj ulici Pessac.
1852. godine, otvorena je pruga između Bordeauxa i Angoulêmea (u vlasništvu Compagnie du Paris-Orléans), čime je grad povezan s Parizom. 
Vlakovi su polazili s kolodvora Bordeaux-Orléans (Bordeaux-Bastide, danas kino) na desnoj obali rijeke. 1853. godine, Compagnie des chemins de fer du Midi preuzela je Compagnie de chemin de fer de Bordeaux à La Teste. 1855. godine, kolodvor Bordeaux-Ségur maknut je i zamijenjen kolodvorom Bordeaux-Saint-Jean.
Tako su u to vrijeme postojala dva kolodvora na dvije mreže, kojima su upravljale različite kompanije. 
Ovakva se situacija objašnjava činjenicom što nije postojao željeznički most preko Garonne. Putnici iz Pariza koji su išli na jug Akvitanije, morali su sići na kolodvoru Bordeaux Orléans, prijeći rijeku i ponovno krenuti vlakom s kolodvora Saint-Jean. Željeznički most između dva kolodvora 1860. godine izgradio je Gustave Eiffel. Kolodvor Orléans ostao je glavni terminal Compagnie du Paris-Orléans (prema Clermont-Ferrandu, Lyonu i Parizu). 1898. godine, izgrađen je današnji kolodvor Saint-Jean, kako bi zadovoljio veći broj putnika. Kolodvor Orléans malo je po malo gubio svoju važnost, da bi se nakon spajanja dva poduzeća (Paris-Orléans i Midi) 1934. i stvaranja SNCF-a, 1938. godine, apsolutno zatvorio u korist kolodvora Saint-Jean. Danas je kolodvor Orléans kino.
Bordeaux je do danas ostao važno željezničko čvorište između Pariza i Španjolske. Glavni bordoški kolodvor (Saint-Jean) povezan je brojnim TGV vlakovima. Bordeaux je TGV-om povezan s kolodvorima Pariz-Montparnasse, Toulouse, Irun, Dax, Hendaye, Pau, itd.
Bordeaux je također povezan s običnim vlakovima i s TER-om s Nantesom, Périgueuxom, Arcachonom, itd. Bordeaux također ima i dva kolodvora za regionalne vlakove, Bénauge i kolodvor Saint-Louis.
Bordoška željeznička mreža trenutačno je zasićena i priprema se gradnja novog mosta preko Garonne, paralelno s Eiffelovim mostom, da bi se grad pripremio za dolazak nove brze linije TGV-a. Od 2016. putovanje od Pariza do Bordeauxa trajat će samo 2 sata TGV-om.

### Zračni promet
Bordeaux opslužuje međunarodni aerodrom Bordeaux-Mérignac. Nalazi se u općini Mérignac i dostupan je obilaznicom na izlazu 11b. Ova je zračna luka 2004. godine imala promet od 2 928 873 putnika. Glavne su odredišne veze Pariz-Orly, Lyon, London-Gatwick, Marseille, Nica i Strasbourg.

### Javni prijevoz
Bordeaux i njegovu aglomerizaciju (CUB), opslužuje prijevozničko poduzeće TBC (Tram et Bus de la CUB). Ovim poduzećem upravlja Connex Bordeaux iz grupe Connex koja po ugovoru upravlja mrežom. TBC je zamijenio CGFTE, 3. srpnja 2004. godine, nakon reorganizacije mreže i uvođenja linije B Bordoškog tramvaja.
Mreža se sastoji od:
- 3 tramvajske linije (A, B i C)
- 75 dnevnih autobusnih linija, koje su sve povezane s tramvajom (od 1 do 96)
- 12 noćnih autobusnih linija (od S1 do S12)
- jednog električnog i jednog riječnog shuttlea na Garonni.

Ova mreža opslužuje 27 općina u urbanoj zajednici Bordeauxa, od 5 sati do 1 sat ujutro.
Grad je prvu tramvajsku liniju (A) dobio 21. prosinca 2003. Gradonačelnikov ured i CUB odlučili su se za tramvaj, nakon napuštanja projekta gradske lake željeznice. Projekt gradnje metroa najavljen je 1993. godine, ali je napušten zbog cijene projekta ( 300 milijuna francuskih franaka). Alain Juppé uz potporu oporbenih socijalista najavio je gradnju tramvaja. Linija C otvorena je 24. travnja 2004., a linija B 15. svibnja 2004. Sve tri linije produžene su 2007. godine.

## Obrazovanje

### Sveučilišta
Bordoško sveučilište zahvaljuje svoj nastanak buli pape Eugena IV., 7. lipnja 1441. Zasluga za to osnivanje pripada nadbiskupu Peyu Berlandu. Po visokom obrazovanju, ovaj grad se nalazi na šestom mjestu u Francuskoj, nakon Pariza, Lyona, Toulousea, Lillea i Marseillea.
Bordoško sveučilište ukinuto je u Revoluciji 1793. godine, da bi ga 1808. ponovno pokrenuo Napoleon.
U Bordeauxu studira blizu 80.000 studenata na jednom od najvećih kampusa u Europi (235 ha) koje se dijeli na 4 općine: Bordeaux, Talence, Pessac et Gradignan. Bordoško je sveučilište podijeljeno na 4 dijela:
- sveučilište Bordeaux I (znanost i tehnologija), 10 693 studenata, 2002.
  - IUT Bordeaux 1 na sveučilištu Bordeaux I.
- sveučilište Victor Segalen Bordeaux 2 (društvene znanosti), 15 038 studenata, 2002.
- sveučilište Michel de Montaigne Bordeaux 3 (umjetnost, književnost, jezici i društvene znanosti), 14 785 studenata, 2002.
  - IUT Michel de Montaigne na sveučilištu Bordeaux III.
- sveučilište Montesquieu Bordeaux 4 (pravo, uprava, ekonomija i menadžment), 12 556 studenata, 2002.
  - IUT Bordeaux-Montesquieu na sveučilištu Bordeaux IV.

### Visoke škole
| - Inženjerske škole (i slično) École nationale supérieure d'arts et métiers (ENSAM) École d'ingénieurs en modélisation mathématique et mécanique (MATMECA) (Inženjerska matematička i mehanička škola) École nationale supérieure d'électronique, informatique, radiocommunications de Bordeaux (ENSEIRB) (Visoka škola za elektroniku, računarstvo i radiokomunikacije) École supérieure de technologie des biomolécules de Bordeaux (ESTBB) (Viša škola biomolekularne tehnologije) École nationale d'ingénieurs des travaux agricoles de Bordeaux (ENITA) (Nacionalna inženjerska škola za agrikulturu) École nationale supérieure de chimie et physique de Bordeaux (ENSCPB) (Nacionalna viša škola za kemiju i fiziku) Institut des sciences et techniques des aliments de Bordeaux (ISTAB) (Institut prehrambenih znanosti) Institut de cognitique (IdC) E-Artsup École pour l'informatique et les nouvelles technologies (EPITECH) (Viša informatička škola) École supérieure d'informatique (eXia : Grupa CESI) (Viša informatička škola) École supérieure d'informatique (SUPINFO) (Viša informatička škola) École privée des sciences informatiques (EPSI) (Škola za informatičke znanosti) École supérieure d’ingénierie informatique (ESII) (Viša inženjerska informatička škola) | - Trgovačke škole Bordeaux école de management (ESC Bordeaux) (Bordoška škola za menadžment) EBP International (Bordoška škola za menadžment) Institut des hautes études économiques et commerciales (INSEEC) (Institut visokih ekonomskih i komercijalnih studija) Institut supérieur européen de gestion group (ISEG) Institut supérieur européen de formation par l'action (ISEFAC) École de commerce européenne (ECE) (Grupa INSEEC) (Europska škola za trgovinu) Institut universitaire professionnalisé de commerce de Bordeaux - Druge visoke škole Sciences Po Bordeaux (Institut političkih studija) École nationale de la magistrature (ENM) École du service de santé des armées de Bordeaux (Mornarička škola) École d'architecture et de paysage de Bordeaux (Škola za arhitekturu i krajolik) École des beaux-arts de Bordeaux (Škola lijepih umjetnosti) École française des attachés de presse et des professionnels de la communication (EFAP) Conservatoire national des arts et métiers d'Aquitaine (CNAM) (Nacionalni konzervatorij umjetnosti i obrta Akvitanije) École d'administration des affaires maritimes (Škola pomorske uprave) |

## Kultura i baština
Bordeaux je označen kao "Francuski grad umjetnosti i povijesti". Kulturno zaštićeni dio jedan je od najvećih u Francuskoj (150 ha), a većinom ga čini najveći arhitektonski urbani kompleks u Europi iz 18. st., izgrađen za vrijeme Luja XV. Jedan je dio ove baštine UNESCO proglasio Svjetskom baštinom 2007. god.

### Znamenitosti
| - Spomenik žirondincima (Monument aux Girondins) - Veliko kazalište (Grand Théâtre) - Tournyeva aleja (Allées de Tourny) - Petrov most (Pont de Pierre) - Cours de l'Intendance - Katedrala sv. Andrije i toranj Pey Berland - Crkva sv. Križa (Église Sainte-Croix) - Bazilika sv. Mihaela - Trg Chapeleta (Place du Chapelet) - Trg Parlamenta (Place du Parlement) - Palača Rohan (današnja vijećnica) - Palača Gallien, zadnji spomenik iz galsko-rimskog razdoblja - Ulica Sainte-Catherine | - Vrata Cailhau - Vrata Burgundije - Veliko zvono (La Grosse Cloche) - Crkva Saint-Éloi - pročelja kejeva na lijevoj strani rijeke - Crkva sv. Petra - Petit hôtel Labottière - Burza rada - Crkva Saint-Seurin - Crkva Naše Gospe - Bordoška sinagoga - Palača prave - Trg pobjede |

- Spomenik žirondincima
- Crkva sv. Mihovila
- Petrov most
- La Grosse Cloche

### Zelene površine
- Jardin Public (Javni vrt)[9]

Stvoren je 1746. godine, na inicijativu intendanta Tournyja (14 hektara otprilike). Tourny je, povodeći se za humanističkim idejama, htio građanima stvoriti ugodan i zdrav prostor. Planove je izradio Jacques Ange Gabriel. Vrt je okružen željeznom ogradom unutar koje se nalazi mnoštvo spomenika uživateljima vina (Fernand Lafargue, Ulysse Gayon, Alexis Millardet, Carle Vernet). Tournyjeva želja bila je spojiti grad s predgrađima Saint-Seurin i Chartrons.
Dolaskom Revolucije maknuto je cvijeće, a postavljeni su travnjaci te su sačuvana samo velika stabla. Vrt se koristio za službene ceremonije i za balove. 1856. godine donesena je odluka o renovaciji. Izgrađena su dva pješačka mosta, a Armand i Guibert napravili su engleski park. Postavljeni su i novi kipovi: Diane (Gabies), Jeunesse et Chimère (Granet), Maxime Lalanne (bordoški akvafortist), Rosa Bonheur (slikarica životinja). Ovdje se nalazi i prirodnoslovno-povijesni muzej.
| - Bordoška šuma - Cvjetni park - Obale Garonne - Bordoški park - Riječni park - Botanički vrt | - Gradonačelnikov vrt - Jardin de la Béchade - Jardins des Dames de la Foi - Javni vrt Vinet - Javni vrt Jean Bureau |

- Fontana u javnom vrtu
- Bordoški park
- Bordoški park
- Botanički vrt

### Muzeji
| - Muzej Bordeauxa - Muzej lijepih umjetnosti - Muzej Akvitanije - Muzej dekorativnih umjetnosti - Povijesni i prirodnoslovni muzej - Muzej moderne umjetnosti (CAPC) - Muzej Chartrona - Nacionalni muzej carina - Krstarica Colbert, pomorski muzej - Međunarodni konzervatorij razonode | - Vinorama - Muzej Goupil - Casa de Goya (Francisco Goya) - Cap-Sciences - Centar Jean-Moulin : Muzej i centar za dokumentaciju o Drugom svjetskom ratu - Musée d'Art cru - Etnografski muzej Bordeauxa 2 (MEB) - Conservatoire de l'air et de l'espace d'Aquitaine (CAEA) - Kuća tiskanih djela - Muzej telekomunikacija Akvitanije |

### Kinematografi
Što se tiče kina, Bordeaux je jako dobro opremljen. Na trgu Gambetta mogu se naći kina UGC Cinécité i le Français. Le petit Trianon Jean Vigo specijaliziran je za art et essai (umjetnost i pokus), Utopia, kino je s pet dvorana koje se nalaze u staroj kapelici (četvrt Saint-Pierre). Multipleksi Méga CGR i Mégarama, nalaze se na desnoj obali Garonne, blizu starog kolodvora Orléans (povijesni spomenik).

### Šport
- Nogomet: momčad FC Girondins de Bordeaux, u Ligue 1.
- Ragbi: Union Stade bordelais-Bègles, u Pro D2, Prvenstva Francuske u ragbiju
- Hokej na ledu: Bordeaux Gironde Hockey 2000

## Poznate osobe

### Rođeni u Bordeauxu
| - Nepoznati iz Bordeauxa, hodočasnik, koji je otišao u Jeruzalem u 4. stoljeću - Rikard II., kralj Engleske, rođen 6. siječnja 1367. - Michel de Montaigne, političar, filozof, rođen 28. veljače 1533. - Jean Chevillard, arhivar, rođen 1618. - François Bigot, zadnji intendant Nove Francuske, rođen 1703. - Étienne Marie Antoine Champion de Nansouty, general, rođen 1768. - Pierre Rode, skladatelj i violonist, rođen 16. veljače 1774. - Pierre-Alfred Ravel, glumac, rođen 1814. - Rosa Bonheur, slikarica, rođena 16. ožujka 1822. - Aurélien Scholl, novinar, pisac, humorist, rođen 13. srpnja 1833. - Charles Lamoureux, dirigent, rođen 28. rujna 1834. - Édouard Colonne, dirigent, rođen 23. srpnja 1838. - Odilon Redon, slikar, crtač i kipar, rođen 20. travnja 1840. - Maurice Dubois, slikar, rođen 4. lipnja 1869. - Charles Tournemire, skladatelj, rođen 22. siječnja 1870. - Jean Roger-Ducasse, skladatelj, rođen 18. travnja 1873. - Albert Marquet, slikar, rođen 27. ožujka 1875. - Raoul Laparra, skladatelj, rođen 13. svibnja 1876. - Jacques Thibaud, violonist, rođen 27. rujna 1880. | - Jean Dupas umjetnik, rođen 21. veljače 1882. - François Mauriac, pisac i novinar, rođen 11. listopada 1885. - André Lhote, slikar, teoretičar umjetnosti i učitelj, rođen 1885. - Henri Sauguet, skladatelj, rođen 18. svibnja 1901. - Jean Anouilh, dramatičar, rođen 23. lipnja 1910. - Jacques Ellul, filozof, sociolog i teolog, rođen 6. siječnja 1912. - René Clément, glumac, rođen 18. ožujka 1913. - Danielle Darrieux, glumica, rođena 1. svibnja 1917. - Édouard Molinaro, glumac, rođen 13. svibnja 1928. - Marcel Amont, pjevač, rođen 1. travnja 1929. - Alain Aslan, kipar i crtač, rođen 2. svibnja 1930. - Jean-Jacques Sempé, crtač, rođen 17. kolovoza 1932. - Philippe Sollers, pisac i književni kritičar, rođen 28. studenoga 1936. - Boris Cyrulnik, psihoanalitičar, psiholog i pisac, rođen 26. srpnja 1937. - Serge Lama, pjevač, rođen 11. veljače 1943. . - Sophie Davant, novinarka, rođena 19. svibnja 1963. - Pierre Palmade, humorist, rođen 23. ožujka 1968. - Barbara Schulz, glumica, rođena 25. svibnja 1972. - Nicolas Canteloup, imitator |

### Slavni stanovnici
- Francisco Goya (1748. – 1826.), španjolski slikar i kipar
- Pedro Mariano de Goyeneche (1773. – 1844.), španjolski pravnik
- Antoine Renard (1825. – 1872.), tenor
- Georges Goursat, poznat kao Sem (1863. – 1934.), crtač i karikaturist

## Zbratimljeni gradovi
| Bristol (Ujedinjeno Kraljevstvo), od 1947.} Lima (Peru), od 1957. Québec (Kanada), od 1962.} München (Njemačka), od 1964. Los Angeles (SAD), od 1968.} Porto (Portugal), od 1978. Fukuoka (Japan), od 1982. Madrid (Španjolska), od 1984.} Ašdod (Izrael), od 1984. Casablanca (Maroko), od 1988. | Wuhan (Kina), od 1998. Sankt Peterburg (Rusija), od 1992. Krakov (Poljska), od 1993. Riga (Latvija), od 1993. Bamako (Mali), od 1999. Bilbao (Španjolska), od 2000. Oran (Alžir), od 2003. Ouagadougou (Burkina Faso), od 2005. Ramala (Palestina), od 2007. |

Općina Bordeaux je u 50 godina potpisala preko 50 ugovora o suradnji s raznim gradovima.

## Mediji
- France 3 Bordeaux-Métropole je lokalni dnevnik namijenjen gradu i okolici, te zvan Bordeaux-Métropole.[40] France 3 Bordeaux dio je France 3 Aquitaine.
- TV7 Bordeaux lokalna je televizija u Bordeauxu. Nalazi se u aveniji Thiers i dio je grupe Sud Ouest.
- Sud Ouest lokalne su dnevne novine.
- 20 minutes, bordoško izdanje besplatnih dnevnih novina.
- Bordeaux Magazine, besplatni časopis.

## Vanjske poveznice
- (fr.) Službena stranica grada
- (fr.) Zajednička stranica grada  Arhivirana inačica izvorne stranice od 27. kolovoza 2006. (Wayback Machine)
- (fr.) Stranica urbane zajednice

|  | Portal Francuske: pristup člancima s tematikom o Francuskoj |